# King's Quest VI: Heir Today, Gone Tomorrow
King's Quest VI: Heir Today, Gone Tomorrow (En español La búsqueda del rey VI: Heredero hoy, marchado mañana) es la sexta entrega de la saga de aventuras gráficas King's Quest. Esta sexta entrega fue escrita por Roberta Williams y Jane Jensen, posteriormente autora de Gabriel Knight, y según diversos medios especializados, marca la cima de la saga, a partir de la cual se inicia su decadencia. Fue lanzado originalmente en 1992, siendo la última entrega de la saga que tuvo versión en disquetes. Después aparecería una versión en CD-ROM, y versiones para Mac, Apple IIGS, Amiga y Atari ST.

## Argumento
Han pasado varios meses desde que el Rey Graham rescatara a su familia del brujo Mordack. Alexander no puede olvidar a la bella princesa Cassima, también esclavizada por el brujo, y que fue enviada a su hogar en la Tierra de las Islas Verdes. Desea fervientemente volver a verla, aunque no sabe dónde encontrarla, y a pesar de los consejos de su madre, se consume en melancolía. Así, hasta que un día el espejo mágico le muestra una imagen de Cassima, en la que la oye decir que se siente sola y que le gustaría que Alexander estuviera allí. Por la posición de las estrellas que ve en el espejo, Alexander puede por fin navegar hasta allí, y se embarca en el viaje. Pero cuando se aproxima a una isla, las corrientes estrellan el barco contra la costa, que se hunde.
Alexander no tarda en descubrir que está por fin en la Tierra de las Islas Verdes, y va a visitar a Cassima, pero descubre que los padres de Cassima murieron durante la ausencia de esta, y que según los deseos de estos y el propio deseo de la princesa, Cassima va a casarse con el visir Abdul Alhazred, de cuyos labios oye toda la historia. No satisfecho, y con la entrada vetada al castillo por el capitán de la guardia, Saladin, Alexander comienza a explorar la Tierra de las Islas Verdes, que se encuentra inmersa en una misteriosa rencilla entre todas las islas por el robo de diversos objetos de los cuales las islas se acusan entre sí. Existen cuatro islas, la Isla de la Corona, donde está el castillo real, la Isla de las Maravillas, la Isla de la Bestia y la Isla de la Montaña Sagrada. La leyenda habla de una quinta isla, la Isla de la Niebla, que poca gente ha visto, así como de la Isla de la Muerte, pues la Tierra de las Islas Verdes está muy cerca de la frontera entre el mundo de los vivos y el mundo de los muertos.
Alexander deberá, con la ayuda de un mapa mágico, viajar entre las islas, intentando devolver la paz a las mismas, y llegar de alguna forma hasta Cassima para que ella por sus propios labios, le confirme que no desea saber nada de él y que quiere casarse con el visir para reinar junto a él. En el camino, descubrirá una sórdida trama con una amplitud mucho mayor de lo que Alexander imaginaba.

## Conexiones con el resto de la saga
La trama de King's Quest VI está interconectada con acontecimientos principalmente de King's Quest V, y a través de esta de King's Quest III, al conectar a los villanos de los tres títulos a una extraña hermandad oscura de la cual Mannanan, Mordack y Abdul serían miembros. Cassima fue rescatada por Graham en King's Quest V y al final de este título conoció a Alexander, quien se enamoró de ella en ese momento.

## Sistema técnico
King's Quest VI, al igual que ocurrió con la anterior entrega, sólo salió en castellano en la versión en disquetes, mientras que la versión en CD-ROM salió únicamente en inglés. Para la versión en CD-ROM, Sierra contactó con Hollywood y contrató actores profesionales de doblaje, entre los cuales destaca Robby Benson en el papel de Alexander, ya famoso por dar voz a la Bestia en la versión original de película La bella y la bestia, de Disney.
Como novedad, al final de la aventura, en los títulos de crédito, se incluye una canción como CD audio, titulada Girl in the Tower, interpretada por Bob Bergthold & Debbie Seibert, que fue masivamente solicitada en emisoras de radio, al punto que algunas amenazaron a Sierra con presentar una demanda judicial. Otra novedad fue la introducción, realizada íntegramente con gráficos en 3D.
Por lo demás, King's Quest VI utiliza una vez más el parser SCI, en esta ocasión, en la versión SCI1.1, que si bien no ofrece novedades técnicas significativas respecto a King's Quest V es exprimido al máximo en esta sexta entrega. En la versión Windows 3.x, los retratos de los personajes al hablar aparecían en una mayor resolución que en la versión DOS.

## Recepción
Dragon le dio al juego 5 de 5 estrellas, llamándolo "uno de los mejores juegos de aventura en el mercado" y escribiendo que tiene "un enorme valor de repetición". Chuck Miller de Computer Gaming World declaró que el número y la calidad de los rompecabezas hicieron de King's Quest VI la primera aventura de Sierra en la que no se perdió el analizador de textos de los juegos anteriores. La revista afirmó que, si bien los gráficos y el sonido eran tan buenos como otros juegos de Sierra, la animación era especialmente realista. Llegó a la conclusión de que el juego era "el mejor de losjuegos de King's Quest para salir de Daventry, y la mejor aventura de Sierra hasta la fecha ... [tiene] todas las señales de convertirse en un clásico". Formato de PCla revista fue menos positiva, dando al juego una puntuación del 72%. Le gustaban los gráficos exuberantes y el sonido agradable, pero no le gustaba el juego por el uso excesivo de la muerte súbita y por ser demasiado limitante. Barry Brenesal de PC Magazine escribió, " la búsqueda del Rey ' última secuela s puede ser más de lo mismo, pero eso no es motivo de preocupación. Una fórmula que está arraigado en los gustos de Perrault y los hermanos Grimm no necesita ninguna excusa para su tema . Y con Sierra al mando del diseño, tampoco necesita disculpas por su tratamiento ". Juegos electrónicos 'El crítico Russ Ceccola escribió que el juego "satisfará plenamente a los fanáticos de la serie, inspirándoles a un nivel más alto de creatividad con sus secciones casi ocultas y elementos de la trama" y la nombró la "mejor" entrega de la serie. ¡ Escribiendo para Compute! Scott A. May dijo que el juego equilibra la historia para atraer a todos los públicos y escribió que "aquellos a los que les encanta la acción encontrarán suficiente para aumentar su adrenalina, pero no se dejarán intimidar por el lado amable y romántico del juego". El crítico de Just Adventure Adam Rodman le dio al juego una A.